# يا صلاة الزين

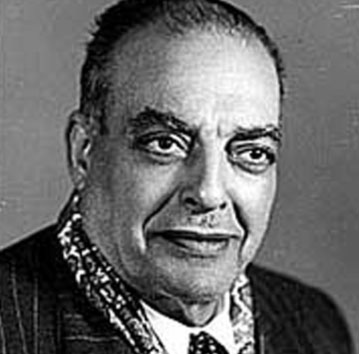
زكريا أحمد (1896 - 1961)

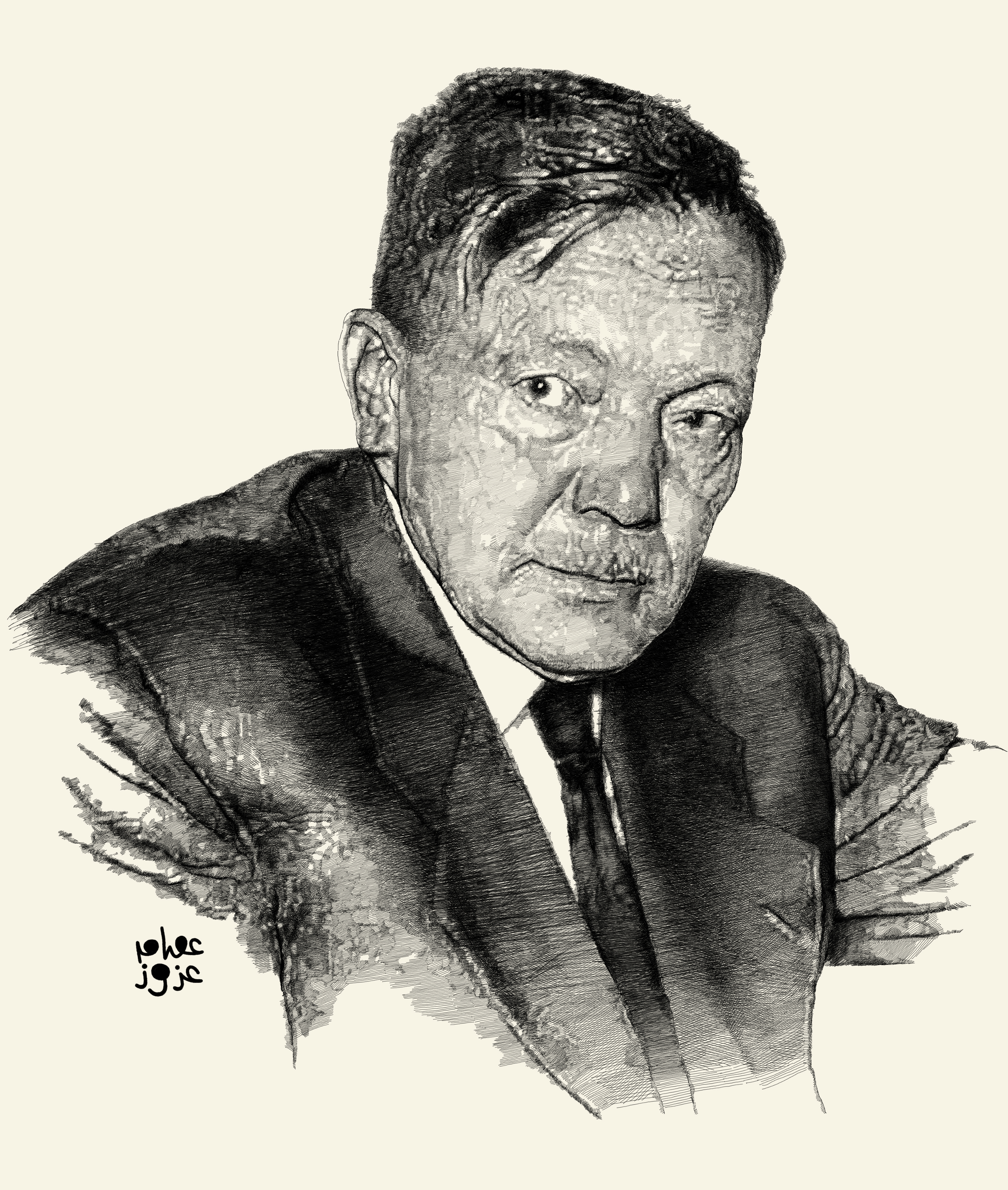
بيرم التونسي (1893 - 1961)

يا صلاة الزين أغنية من كلمات بيرم التونسي، ومن ألحان زكريا أحمد وهي من نوع "الطقطوقة" من مقام بياتي، مدتها 6:18 دقيقة غناها زكريا أحمد في نوفمبر عام 1960 قبل وفاته بوقت قصير في التلفزيون المصري (رحل زكريا في 14 فبراير 1961). الأغنية جاءت ضمن الأوبريت الإذاعي "عزيزة ويونس" الذي أذيع في الإذاعة المصرية وكان الأوبريت قد ظهر في شكل مسرحية من ثلاثة فصول على مسرح الأزبكية ومثلته الفرقة القومية يوم 20 مارس سنة 1945. قام عدد كبير من الفنانيين والفنانات بغناء "يا صلاة الزين".

## خلفية الأغنية
بدأت الأحداث مع ظهور مسرحية من ثلاثة فصول تحت عنوان "عزيزة ويونس" من تأليف الشاعر "بيرم التونسي" ومثلتها الفرقة القومية يوم 20 مارس سنة 1945 على خشبة مسرح الأزبكية  من بطولة يحيى شاهين وفتحية شريف ثم تحول العمل إلى أوبريت إذاعي وأذيع في الإذاعة المصرية من بطولة عمر الحريري، صلاح منصور، رفيعة الشال وفؤاد شفيق وقام بالغناء صباح ومحمد جمال الدين.
القصة هي أحد فصول "السيرة الهلالية" (رواية شعبية تؤرِخ لبطولات العرب أثناء هجراتهم من أرض الحجاز إلى مختلِف البلاد العربية، ولا تتطابق السيرة مع الوقائع التاريخية تماما)، و"يونس" هو ابن السلطان حسن بن سرحان الهلالي، الذي رحل مع أخويه "مرعي" و"يحيى" وخالهم "أبي زيد الهلالي" إلى تونس لتقصي أحوالها، واحتلالها بعد ذلك، وهناك يقع في حبِ "عزيزة" ابنة سلطان تونس معبد بن باديس. دخل الاخوة الثلاثة وخالهم إلى تونس متنكرين في هيئة مداحين فقراء (يتجولون بين بيوت الأثرياء والحكام لمدحهم عن طريق إلقاء الشعر والغناء لكسب بعض المال).
أدرجت السيرة على قائمة روائع التراث العالمي برعاية اليونسكو والجمعية المصرية للمأثورات الشعبية بين عامي 2005 إلى 2007.
في الأوبريت الإذاعي نستمع لدخول يونس ورفاقه إلى قصر سلطان تونس وبما أنهم من المداحين، حسب زعمهم، فقد أنشدوا في مدح سلطان تونس ورفيقه فارس تونس "الزناتي خليفة":
تونس خضرا، مخضرها رب القدرة
ومنورها بأثنين امراء
قصدناهم شعرا فقرا
فوجدناهم كيف البحرين
يا صلاة الزين على تونس يا صلاة الزين
وتظهر عزيزة لتقول: "يا مداحين، قولوا علي أنا عزيزة بنت السلطان، فينشد المداحين:
شابة وشباب نواظرها تسحر الألباب
ظفايرها عند الاكعاب
مباسمها خمرة وشراب
قمر ليلة عشرة واثنين
صلاة الزين على عزيزة يا صلاه الزين
وتظهر عزيزة مرة أخرى لتقول: "يا مداحين، قولوا علي أبويا الوليد معبد سلطان تونس، فينشد المداحين:
سلطان زمانه بساتينه نخل ورمان
حصى أرضه لولي ومرجان
مطاوعينه الناس والجان
يقولوا له يا ذا السيفين
صلاة الزين على السلطان يا صلاة الزين
وعندما قرر زكريا أحمد غناء هذا الجزء مع إضافة مقطع وتعديل بعض الكلمات الخاصة بتونس، وأصبح يقول ليلة حلوة ومحليها رب القدرة (بدلاً من تونس خصرا مخضرها رب القدرة).

## كلمات الأغنية
يا صلاة الزين .. يا صلاة الزين
على الأمرا يا صلاة الزين
ليلتهم حلوة ومحليها رب القدرة
منورها اخوان أمراء
قصدناهم فقراء، شعراء
ووجدناهم كيف البحرين 
يا صلاة الزين على الأمرا يا صلاة الزين
يا مداحين .. يا مداحين
قولوا على عزيزة بنت السلطان
صلاة الزين يا صلاة الزين
على عزيزة يا صلاة الزين
عزيزة شابة والله شابة
شابة وشباب نواظرها تسحر الالباب
وضفايرها عند الاكعاب
ومباسمها خمره وشراب
قمر ليلية عشرة واتنين
يا صلاة الزين على عزيزة يا صلاة الزين
يا مداحين .. يا مداحين
قولوا على أبوها زينة الرجال
ياصلاة الزين يا صلاة الزين
على أبوها يا صلاة الزين
أبوها سلطان سلطان زمانه
بساتينه نخل و رمان
وحصى أرضه لولي ومرجان
و مطاوعينه الناس والجان
يقولوا له يا ذا السيفين
يا صلاة الزين على أبوها يا صلاة الزين
يا مداحين يا مداحين
قولوا على أبا سعدة الزناتي خليفة
يا صلاة الزين يا صلاة الزين
على أبا سعدة يا صلاة الزين
أبا سعدة فارس معدود
على صيته بايت محسود
ومن صوته شاب المولود
على شنابه يقفوا صقرين
على دراعه يقفوا سبعين
على كتافه يبنوا قصرين
يا صلاة الزين على الأمرا يا صلاة الزين 

## صدور الأغنية
كان زكريا أحمد في استضافة برنامج تلفزيوني في نوفمبر عام 1960 وأجرى معه الحوار الموسيقى أحمد فؤاد حسن (قائد الفرقة الماسية)، وبعد أن غنى زكريا أغنية "الورد جميل" هنأه أحمد فؤاد حسن وطلب منه غناء أغنية جديدة وكان الملحن غير مستعد بالتمرين الكافي وأيضا الفرقة الموسيقية كما ظهر في التسجيل التلفزيوني ومن تقديم فؤاد حسن.

## خلاف بين الملحن والمؤلف
كانت ملحمة الظاهر بيبرس وأوبريت "عزيزة ويونس" المستوحى من السيرة الهلالية من أشهر أعمال بيرم التونسي، كما أن زكريا أحمد، الذي قدم 56 أوبريتا، كان أشهرها أوبريت له هو "عزيزة ويونس" التي ظهرت على مسرح الأزبكية ومثلته الفرقة القومية يوم 20 مارس سنة 1945، والتي كان ضمنها أغنية "يا صلاة الزين على عزيزة"، وهكذا كان هذا العمل عزيز على قلب الملحن والمؤلف. كان بينهم الأثنين صداقة وطيدة، وقيل أن زكريا شارك في ذكرى الاربعين لوفاة حبيبه الروحى "بيرم التونسى" (توفي 5 يناير 1961) وعندما عاد إلى بيته ليستريح من عناء وحزن ذلك اليوم كانت الخاتمة (توفي في 14 فبراير 1961)، ولكن كل هذا لم يمنع من حدوث خلاف، ذات يوم، أرسل زكريا أحمد إنذارا لبيرم التونسي بعد أن اشتد الخلاف بينهما بسبب هذا الأوبريت، وجاء في هذا الإنذار، أن زكريا لحن هذا الأوبريت بينما أكد بيرم أنه قدمه بأسلوب جديد وألحان جديدة، بحسب ما نشرته جريدة الأخبار في 16 مارس 1959، وطالب زكريا بمنع إذاعة الأوبريت لأنه يرى أن هذا الأسلوب الجديد يشوه الألحان،  وقال إنهم أفسدوا أشهر ألحانه "يا صلاة الزين". كما اتهم بيرم التونسي بالحقد عليه وعلى الملحنين لأن الملحن يتقاضى أجرا أكبر من المؤلف، مؤكدا أن الإذاعة تفاوضت معه على تقديم هذا الأوبريت وفوجئ بإذاعتها بتلحين آخر.

## نسخ أخرى للأغنية
قدم الأغنية عدد كبير من كبار المغنيين والمغنيات العرب وقاموا بتسجيلها ضمن ألبوماتهم أو قاموا بتقديمها للجمهور على المسرح أو في البرامج التلفزيونية وعلى رأسهم: سيد مكاوي (ضمن ألبوم "خليك قريب مننا"، وقدمها على المسرح في الدول العربية المختلفة) – محمد رشدي (سجلها على ألبوم  وغناها على المسرح في تونس: يا صلاة الزين على تونس) - وليد توفيق – سمير الإسكندراني (بالإضافة لتسجيلها في ألبوم قدمها الإسكندراني بمصاحبة الممثل أحمد زكي مع الإعلامية "فريال صالح" ضمن برنامج "حق الجماهير") – فهد بلان - عبدو ياغي (ضمن مسابقة برنامج "ذا فويس سينيور" عام 2020 الذي تقدمه شبكة تلفزيون "إم.بي.سي" السعودية، حيث فاز بالجائزة الأولى بناء على قرار لجنة التحكيم المؤلفة من الفنانين سميرة سعيد وهاني شاكر ونجوى كرم وملحم زين) – أصالة نصري – لطفي بوشناق (ضمن برنامج "مع منى الشاذلي") – فؤاد زبادي بمصاحبة فرقة الموسيقى العربية – حنة الحاج حسن (من فلسطين) – محمود هلال المنشد (وغناها "يا صلاة الزين على نبينا") – علي رسلان – عصام رجي – طه عبدالوهاب (خبير الاصوات والمقامات مع إسعاد يونس في برنامجها "صاحبة الجلالة") – الممثل والمونولوجست السوري "رفيق السبيعي" المعروف بإسم أبو صياح) - فرقة "طبلة الست" بقيادة مؤسستها عام 2019 "سهى محمد علي" (قدمتها ضمن البرنامج التلفزيوني التاسعة مساءاً وأيضاً في المهرجان الدولي للطبول والفنون التراثية) - المطربة اللبنانية عزيزة في ألبومها عام 2014 وفي افتتاح مهرجان التراث المعاصر بالكويت 2018.